# Роуз Ренд
Роуз Ренд (англ. Rose Rand; 14 червня 1903 — 28 липня 1980) — австрійсько-американська логік і філософ. Належала до Віденського гуртка.

## Життя і робота
Роза Ренд народилась у місті Лемберг (сьогодні, Львів, Україна). Після переїзду родини до Австрії вона навчалася у польській гімназії у Відні. У 1924 році вступила до Віденського університету, де її викладачами були — Генріх Гомперц, Моріц Шлік і Рудольф Карнап. У 1928 році Роуз отримала свій перший науковий ступінь. Після завершення навчання вона продовжувала підтримувати контакти з деякими колегами з Віденського гуртка, зокрема з Рудольфом Карнапом.
Бувши аспіранткою, Ренд регулярно брала участь у зустрічах Віденського гуртка, конспектуючи усі дискусії. 1930—1935 були найактивнішими роками її діяльності у Віденському гуртку. З 1930 по 1937 рр. працювала та брала участь у наукових дослідженнях психіатрично- неврологічної клініки Віденського університету. На життя вона заробляла навчаючи студентів та даючи уроки дорослим.
У 1938 р. отримала ступінь доктора філософії за працю «Філософію Т. Котарбінського».
Проживаючи у Відні перед Другою світовою війною Роза Ренд була безробітною та зазнала різного роду труднощів через своє єврейське походження. У 1939 році вона нарешті емігрувала до Лондона у статусі єврейки без громадянства.
Спочатку в Англії вона працювала медсестрою. Згодом її прийняли як «видатного іноземця» на факультеті Моральних Наук Кембридзького Університету. У 1943 році вона втратила усі привілеї й була змушена працювати на металевій фабриці, а також проводила вечірні заняття з німецької мови та психології у Технічному Коледжі Лутона та Технічному Коледжі Тотенгейма.Карл Поппер допоміг їй отримати невеликий дослідницький грант, завдяки якому вона могла відвідувати Оксфордський університет як «визнаний студент». Упродовж 1943—1950 рр. вона також працювала в практичній інженерії.
У 1954 році Ренд переїхала до США. В період між 1955 та 1959 рр. вона викладала елементарну математику, античну філософію і логіку, а також була науковим співробітником Чиказького університету, Північно-Західного Університету Індіани в Гарі, а також Університету Нотр Дам.
У 1959 році вона повернулася до Кембриджу, штат Массачусетс, а після цього у Принстон, Нью-Джерсі. Наступні роки вона жила завдяки грантам та стипендіям, які вона отримувала для роботи над перекладами. У період коли не було грантової підтримки, Ренд жила завдяки приватним кредитам та іншій фінансовій допомозі, фриланс перекладам та спорадичній тимчасовій роботі.
Рукописи Ренд придбав Університет Піттсбурга. Серед них є її дослідження, протоколи дискусій Віденського гуртка, а також понад 1600 листів до Отто Нойрата, Людвіга Вітгенштейна, Альфреда Тарського та ін.
Роуз Ренд померла 28 липня 1980 року в Принстоні у віці 77 років.